# Citotoxicidade mediada por células dependente de anticorpos
A Citotoxicidade mediada por células dependente de anticorpos (ADCC) é um mecanismo de defesa imune mediada por células no qual uma células efetora do sistema imune provoca a lise ativamente de uma célula alvo cuja superfície da membrana foi recoberta por anticorpos específicos. É um dos mecanismos pelos quais os anticorpos, através da resposta humoral, podem agir contendo infecções. A ADCC clássica é mediada por células NK, mas macrófagos, neutrófilos e eosinófilos podem também mediar ADCC. Por exemplo, eosinófilos podem matar certos parasitas helmintos através de ADCC mediada por IgE. ADCC é parte da resposta imune adaptativa devido à sua dependência de uma resposta com anticorpos prévia.

Citotoxicidade mediada por células dependente de anticorpos

## ADCC por células NK
A ADCC típica envolve a ativação de células NK por anticorpos. A célula NK expressa CD16 (chamado também FcγRIII), que é um receptor Fc. Esse receptor reconhece e se liga à porção Fc de um anticorpo, como IgG, que tenha ligado-se à superfície de uma célula alvo infectada por patógeno. Uma vez que o receptor se liga ao anticorpo, a célula NK libera citocinas como FN-γ
Durante a replicação, algumas proteínas virais são expressas na superfície da célula infectada. Anticorpos podem, então, se ligar a essas proteínas virais. Após isso, as células NK com receptores Fc ligarão-se aos anticorpos, induzindo a liberação de proteínas como perforina e proteases conhecidas como granzimas, que levam à lise da célula e limitam a disseminação do vírus

## Anticorpos monoclonais contra tumores
Experimentos em camundongo indicam que a ADCC é um mecanismo de ação importante de anticorpos monoclonais terapêuticos, incluindotrastuzumab e rituximab,contra tumores. Na clínica, o polimorfismo FcgRIII 158V/F interfere na capacidade de gerar respostas ADCC, prejudicando o tratamento com trastuzumab.